# Diplotaxis nitidicollis
Diplotaxis nitidicollis är en skalbaggsart som beskrevs av Blanchard 1851. Diplotaxis nitidicollis ingår i släktet Diplotaxis och familjen Melolonthidae. Inga underarter finns listade i Catalogue of Life.